# Olona (département)
Pour les articles homonymes, voir Olona (homonymie).
L'Olona était un ancien département de la république cisalpine, de la république italienne, puis du royaume d'Italie de 1797 à 1814. Il a été nommé d'après la rivière Olona, et avait pour chef-lieu Milan.

## Historique
Le département fut créé le 9 juillet 1797.